# Мвананшику, Люк Джон
Люк Джон Мвананшику (англ.  Luke John Mwananshiku, 8 марта 1938, деревня Машитоло, район Самфья, провинция Луапула, британская Северная Родезия — 2 марта 2003, Лусака, Республика Замбия) — замбийский политический и государственный деятель, экономист и дипломат. Министр иностранных дел Замбии в 1986 — 1990 годах.

## Биография

### Юность и обучение
Люк Джон Мвананшику родился 8 марта 1938 года в деревне Машитоло района Самфья провинции Луапула. Получил начальное образование (6 классов) в миссионерской школе в Лубве, которую окончил в 1955 году. В 1955 — 1957 годах обучался в школе миссии Святого Френсиса в Малоле. В 1959 году получил сертификат Кембриджской школы в колледже Святого Канизиуса в Монзе и в 1961 году продолжил обучение в средней школе в Мунали. Во время обучения в школе Мвананшику одновременно работал окружным помощником в колониальной администрации Манза и Самфья. В 1964 году Мвананшику получил степень бакалавра экономики в университете Солсбери.
В том же году поступил на службу в министерство финансов независимой Замбии.

### Мвананшику и финансы Замбии
В 1967 году, закончив обучение в Великобритании, Мвананшику получил ученую степень в Йоркском университете. В 1970 году он получил пост помощника постоянного секретаря министерства финансов, а в 1973 году стал постоянным секретарем министерства. В 1975 году Мвананшику был назначен на пост министра финансов Замбии . Через год, в 1976 году он стал управляющим Банком Замбии. В 1981 году он оставил эту должность и в 1983 году вновь был назначен министром финансов Замбии. В феврале 1985 года ему был также поручен пост министра по делам национальной комиссии планирования развития. Тем временем экономическая ситуация в Замбии продолжала ухудшаться и на своих постах Мвананшику занимался вопросами отношений с Международным валютным фондом и поступлением в страну кредитов. В январе 1986 года он был избран депутатом Национального собрания Замбии.

### Министр иностранных дел Замбии
В апреле 1986 года президент Замбии Кеннет Каунда направил Мвананшику своё личное послание, в котором высоко оценил его работу в МВФ, назвав её превосходной. Президент предложил ему занять пост министра иностранных дел Замбии. «Качества, которые позволили Вам преуспеть в экономической области, очень необходимы в области внешней политики. Во многих из наших миссий за границей есть проблемы с финансовой дисциплиной, и я хочу, чтобы Вы искореняли эти недостатки».
Мвананшику принял предложение Каунды и возглавил МИД Замбии. Однако все основные зарубежные поездки в период его нахождения на посту министра совершал сам Каунда. С августа 1987 года Мвананшику был председателем Постоянного комитета Организации африканского единства (ОАЕ) по выработке рекомендаций в экономической и социальной областях. В апреле-мае 1988 года Мвананшику посетил Советский Союз вместе с министрами иностранных дел «прифронтовых государств» Юга Африки. В августе 1988 года Мвананшику был введен в состав Центрального комитета Объединенной партии национальной независимости (ЮНИП).
В 1990 году, когда режим Кеннета Каунды уже не имел будущего, Люк Мвананшику оставил пост министра.

### После отставки
После ухода с поста министра иностранных дел Мвананшику поддержал нового президента Фредерика Чилубу и стал председателем Замбийского объединения медных рудников, однако покинул этот пост, не дожидаясь их полной приватизации (Zambia Consolidated Copper Mines, ZCCM).
Люк Джон Мвананшику скончался 2 марта 2003 года в госпитале Лусаки от остановки сердца.
Президент Леви Мванаваса через министра науки и техники Абеля Чамбеши передал соболезнования и дал высокую оценку личности Мвананшику. «Жаль, что он умер в том возрасте, когда, возможно, был превосходным консультантом и советником для более молодых лидеров страны».
В траурных мероприятиях участвовали вице-президент Энок Кавиндел, министр финансов Эммануель Казонд, бывший президент Фредерик Чилуба и бывший министр информации Вернон Мваанга.
Была проведена поминальная служба в католическом соборе Святого Игнатиуса в Лусаке, во время которой священник О’логлен Десмон назвал покойного «героем Замбии».
Был похоронен 6 марта на Старом кладбище на Холме леопардов.

## Семья и частная жизнь
В 1967 году Мвананшику женился на Мириам Бвембья. У них был один сын — Патрик, три дочери — Кэрол, Сьюзан и Джуди и пять внуков. Жена умерла в 1995 году.
В свободное время увлекался чтением экономической литературы.